# Jorge Juan y Santacilia

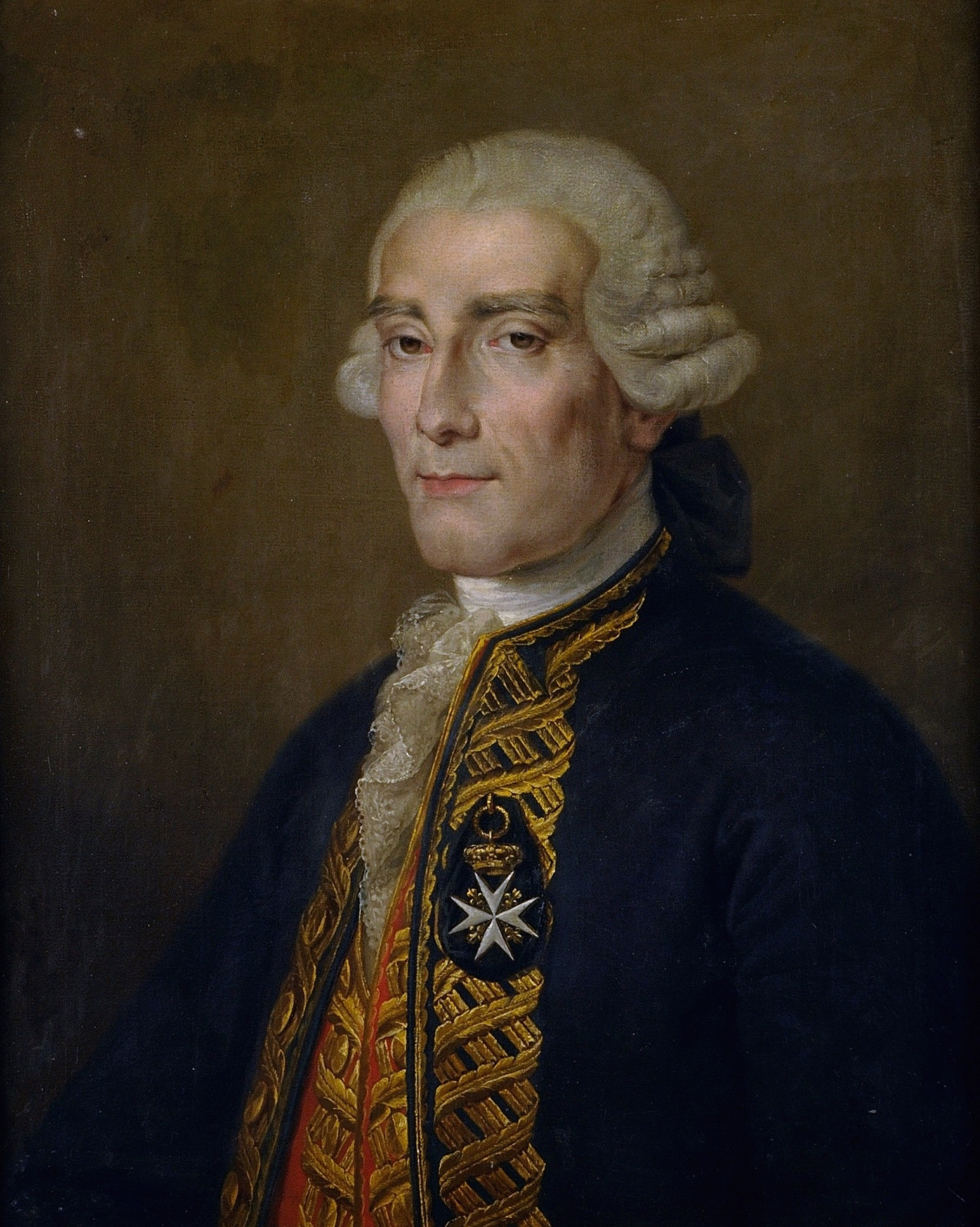
Jorge Juan y Santacilia.

Jorge Juan y Santacilia (Novelda, 5 januari 1713 - Madrid, 21 juni 1773) was een Spaanse wiskundige, wetenschapper en marineofficier.

## Familie en opleiding
Jorge Juan werd geboren op het landgoed El Fondonet, eigendom van zijn grootvader don Cipriano Juan Vergara in Novelda, Alicante, Spanje. Hij werd gedoopt in de kerk van Monforte del Cid. Zijn vader was don Bernardo Juan y Canicia die afstamde van de graven van Peñalba en zijn moeder was doña Violante Santacilia y Soler de Cornellá, die stamde uit een prominente familie van landeigenaren in Elx.
Toen Juan drie jaar oud was, stierf zijn vader, waarna hij werd opgevoed door de jezuïeten in Alicante. Zijn oom don Antonio Juan, een kanunnik, nam de zorg over de jonge Juan op zich. Later werd zijn opleiding verzorgd door een andere oom, don Cipriano Juan, een ridder in de Maltezer Orde. Deze zond hem naar Zaragoza.
Op zijn twaalfde werd hij naar Malta gezonden om gewijd te worden in de Maltezer Orde. Het jaar daarop werd hij page van grootmeester don Antonio Manuel de Villena, die hem de titel commandeur van Aliaga in Aragon gaf toen hij veertien was. Hij werd al snel ridder in de Maltezer orde, wat een levenslang celibaat inhield.
In 1729, hij was toen zestien, keerde hij terug naar Spanje en meldde zich aan bij de Real Compañía de Guardias Marinas, de koninklijke compagnie voor adelborsten, het instituut waar marineofficieren opgeleid werden. Hier werd hij in 1730 aangenomen en studeerde hij vakken als meetkunde, goniometrie, astronomie, navigatie, hydrografie en cartografie. Hij voltooide ook de opleiding geesteswetenschappen met lessen in tekenen, muziek en dans. Hij was een uitmuntende student en werd door zijn medestudenten Euclides genoemd. Hij voltooide zijn studie in 1734, waarna hij op tweeëntwintigjarige leeftijd het commando over een korvet kreeg en deelnam aan de expeditie tegen Oran en de Slag bij Bitonto.

## Loopbaan
In 1734 vroeg koning Filips V Jorge Juan en Antonio de Ulloa om deel te nemen aan de Franse geodetische missie die door de Académie des Sciences werd georganiseerd. Tijdens de missie moest de lengte van een breedtegraad worden gemeten bij de evenaar om de vorm van de Aarde te bepalen. Omdat Afrika nog grotendeels onontdekt was en de afstand tussen de Aziatische eilanden problematisch was, hadden de Fransen gekozen voor Zuid-Amerika. De Andes in het Spaanse Onderkoninkrijk Peru leek ideaal voor de missie. De Spanjaarden stemden toe, op voorwaarde dat er Spaanse waarnemers meegingen. Op 26 mei 1735 verlieten Santacilia en Ulloa Cádiz in gezelschap van José Antonio de Mendoza, de markies van Villagarcía, die net was aangesteld als onderkoning van Peru. Santacilia bevond zich aan boord van de Conquistador en Ulloa op de Incendio.

Buste van Jorge Juan y Santacilia in Mitad del Mundo, Ecuador.

Men reisde naar Quito in het huidige Ecuador en na negen jaar van intensieve studie kon men vaststellen dat de Aarde een oblate sferoïde is, in tegenstelling tot wat de metingen van Cassini suggereerden. Hiermee kwam een einde aan de controverse tussen het beeld van Isaac Newton en René Descartes over de vorm van de Aarde. Santacilia maakte naast hoekmeting ook gebruik van een barometer om de hoogte van de bergen van de Andes te meten.
Naast de metingen voor het geodetisch onderzoek bestudeerde Santacilia ook de politieke en sociale situatie in Peru. Samen met Ulloa schreef hij twee verslagen over de missie. Het eerste was een openbaar verslag, waardoor Europa kennis kon maken met het tot dan toe vrijwel onbekende Peru. Het tweede verslag was slechts bedoeld voor de Spaanse overheid en beschreef de corruptie en hardheid van het bestuur in het onderkoninkrijk. Na zijn terugkeer in Spanje werd Santacilia door Ferdinand VI tot kapitein gepromoveerd.
De markies van Ensenada stuurde Santacilia in 1749 naar Engeland om daar in het geheim nieuwe scheepsbouwtechnieken en bewapening te bestuderen. Hij reisde onder de naam Josues en bracht uiteindelijk Engelse scheepsbouwers mee terug naar Spanje, waaronder Matthew Mullan en Richard Rooth. Een aantal van deze schepen zou gebruikt worden tegen de Engelsen in de Slag bij Trafalgar. Na zijn terugkeer in Spanje in 1750 werd hij aangesteld als hoofd van de scheepsbouw en moderniseerde de scheepswerven.
In 1757 richtte hij de Observatorio Astronómico Nacional de España op, het Spaanse nationale observatorium.
Hij stierf in Madrid in 1773 op zestigjarige leeftijd en werd begraven in de kerk van San Martín.

## Publicaties
- Compendio de navegación (1757)

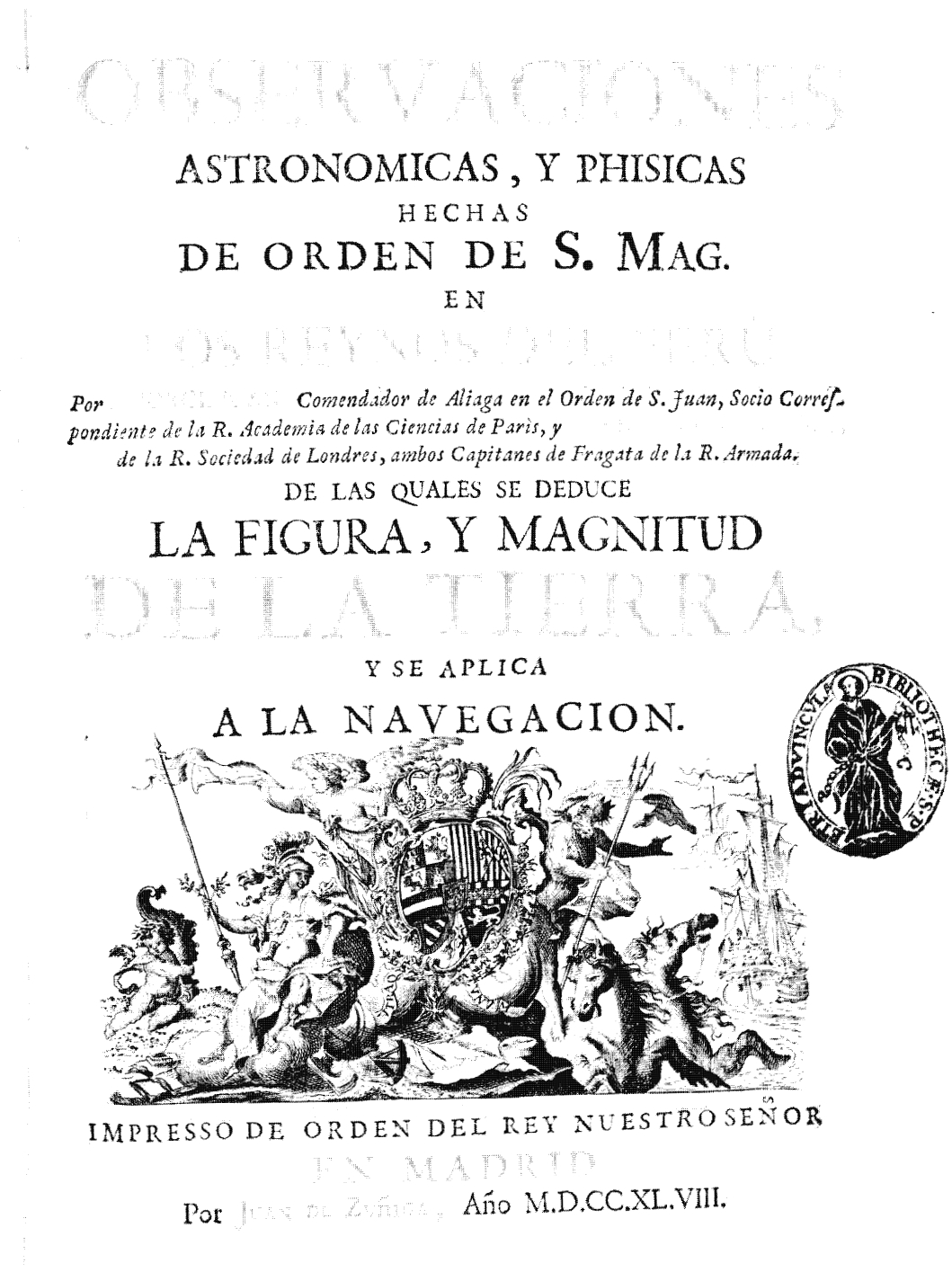
Observaciones astronomicas y phisicas, 1748

- Examen marítimo teórico-práctico ((1771)
- Estado de la astronomía en Europa (1774)

### In samenwerking met Ulloa
- Plan del camino de Quito al río Esmeraldas, según las observaciones astronómicas de Jorge Juan y Antonio de Ulloa (1736-1742)
- Observaciones astronómicas y físicas hechas en los Reinos del Perú (Madrid, 1748)
- Relación histórica del viaje hecho de orden de su Majestad a la América Meridional (Madrid, 1748)
- Disertación Histórica y Geográfica sobre el Meridiano de Demarcación entre los dominios de España y Portugal (1749)
- Noticias Secretas de América, sobre el estado naval, militar y político del Perú y provincia de Quito (1748) (uitgegeven in Londen in 1826 nadat publicatie verboden was door de Spaanse overheid)